# Nabucco
Nabucco és una òpera en quatre actes amb música del compositor Giuseppe Verdi i llibret de Temistocle Solera, basada en l'Antic Testament i l'obra Nabuchodonosor de Francis Cornue i Anicète Bourgeois. Es va estrenar el 9 de març de 1842 a La Scala de Milà.

## Origen i context
Nabucco va ser composta en un període particularment difícil de la vida del compositor. La seua esposa i els dos fills petits havien mort poc de temps abans i Verdi havia pràcticament decidit no tornar a compondre. El llibret de Nabucco li va arribar a les mans quasi de casualitat. La composició mampresa quasi a desgrat va donar com a resultat una obra que va captivar tota Itàlia. En l'estrena, el paper d'Abigail va ser interpretat per Giuseppina Strepponi, qui es convertiria en companya sentimental i després esposa de Verdi.
Aquesta òpera va ser el primer èxit important del compositor, amb la qual s'inicien els anomenats anys de galeres, en els quals va compondre a un ritme frenètic: va produir disset òperes en dotze anys. L'èxit es deu en part a les qualitats musicals de l'obra i en part a l'associació que feia el públic entre la història del poble israelià i les ambicions nacionalistes de l'època. Un dels símbols que va utilitzar, i potser continua utilitzant, el poble per a reforçar l'ideal independentista va ser el cor Va, pensiero, del tercer acte. Aquest cor d'esclaus hebreus és, sens dubte, el número més popular de l'òpera. En la seua època, els italians el van considerar un cant contra l'opressió estrangera en què vivien. L'èxit de l'òpera perdura fins avui dia i és gravada i presentada en els teatres d'òpera amb una certa freqüència.

## Representacions
Verdi va comentar: «es podria dir que la meua carrera artística va començar amb aquesta òpera». Tenia raó: Nabucco va ser un èxit immediat, ultrapassant les òperes de Donizetti i Pacini, que eren dominants fins llavors. Però mentre el públic va acollir-la amb entusiasme, la crítica va ser més tèbia.
Curiosament un dels músics més crítics amb Nabucco va ser Otto Nicolai, el compositor a qui primer se n'havia ofert el llibret. Un home d'estricta educació prussiana, Nicolai menyspreava el sentimentalisme de l'òpera italiana. Després de refusar el llibret de Nabucco, Nicolai va començar a treballar en un altre projecte titulat Il Proscritto. La seua desastrosa estrena el març de 1841, va forçar Nicolai a cancel·lar el seu contracte amb Merelli i es va traslladar a Viena. Des d'ací, va assabentar-se de l'èxit de Nabucco i es va enfurismar. «Les òperes de Verdi són realment horribles», va escriure. «Compon com un babau — ni tan sols tècnicament és professional — deu tenir el cor d'un ase i en la meva opinió és un lamentable i menyspreable compositor …» ". A més, va descriure Nabucco com no res més que «ràbia, insult, matança i assassinat.»
L'opinió de Nicolai, això no obstant, va quedar en minoria. S'ha de tenir en compte que avui dia es considera un compositor inferior a Verdi. Nabucco va afermar l'èxit de Verdi fins que es va retirar de la composició, vint-i-cinc òperes més tard.
Els historiadors musicals han perpetuat un poderós mite al voltant del famós cor Va, pensiero, cantat en el tercer acte pels esclaus hebreus. Els erudits han afirmat sempre que el públic de l'època, responent amb fervor nacionalista a l'emotiu himne dels esclaus recordant la terra nativa, demanava una repetició de la peça. Així que les repeticions van ser prohibides pel govern de l'època, davant un gest d'innegable significat polític. No obstant això, recents estudis han posat en dubte el mite del Va, pensiero com a himne del Risorgimento. Sembla que l'audiència el que demanava repetir era l'himne Immenso Jehova, entonat pels esclaus jueus donant gràcies a Déu per l'alliberament del seu poble. D'acord amb aquestes noves revelacions, la posició de Verdi com una de les figures principals del Risorgimento perd pes. Avui dia el Va, pensiero se sol repetir després de l'execució; per exemple, és l'única peça que James Levine, director del Metropolitan Opera, no ha repetit mai.
Barcelona fou després de Lisboa (que l'havia estrenat en 1843), la segona ciutat de fora d'Itàlia on es va estrenar l'òpera.

## Argument
- Lloc: Jerusalem i Babilònia
- Temps: anys 587 aC, 586 aC i posteriors

### Acte I
'Així ha dit el Senyor, Vet ací, jo lliure aquesta ciutat entre les mans del rei de Babilònia; ell la destruirà amb el foc' (Jeremies 21:10)
Interior del Temple de Jerusalem
Els Jueus han estat vençuts i Nabucco és a punt d'entrar a Jerusalem. El summe sacerdot Zaccaria demana al poble que no desesperi i tingui fe en Déu. La presència d'una ostatge, Fenena, jove filla de Nabucco, pot assegurar la pau. Zaccaria confia Fenena a Ismaele, nebot del rei de Jerusalem i enviat a Babilònia. Però Fenena i Ismaele s'estimen, i aquest li demana que fugi davant el risc de perdre la vida. La filla gran de l'ancià Nabucco, Abigaille, apareix disfressada al temple en companyia d'un grup de soldats. Abigaille també està enamorada d'Ismaele. En descobrir els amants, amenaça Ismaele: si no abandona Fenena, Abigaille l'acusarà a ella de traïció. Aleshores el rei entra a escena. Zaccaria el desafia, amenaçant de matar Fenena amb un punyal. Ismaele intervé per deslliurar-la. La resposta de Nabucco és ordenar la destrucció del temple i, per això, els jueus acusen Ismaele de traïdor.

### Acte II: L'impiu
'Vet ací...! la tempesta del Senyor ha esclatat, i caurà sobre el cap de l'impiu' (Jeremies 30:23)
Escena 1: El Palau a Babilònia 

Nabucco és lluny, en la guerra, i ha nomenat Fenena la seua regent. Abigaille ha descobert un document que prova que ella (Abigaille) no és filla de Nabucco, sinó una esclava. El gran sacerdot de Baal, en companyia dels mags, informen Abigaille que Fenena ha alliberat els captius jueus. Abigaille decideix de fer un colp d'estat per destronar Fenena, fent circular el rumor que Nabucco és mort en la batalla.
Escena 2: Una sala del Palau a Babilònia 

Fenena s'ha convertit al judaisme i Ismaele s'ha reconciliat amb els seus. Però hom anuncia que Nabucco és mort, i Abigaille, amb el suport del gran sacerdot de Baal, demana la corona de Fenena. Inesperadament, el mateix Nabucco apareix i menysprea tant Baal com el Déu dels jueus, que ell mateix ha vençut, es declara a si mateix déu. Quan Zaccaria protesta, Nabucco ordena que tots els jueus siguen aniquilats. Aleshores Fenena manifesta que ella compartirà la sort dels jueus. En tornar a repetir que és un déu ('Non son piu re, son dio'), Nabucco és colpejat per un llamp i es desmaia. La corona li cau a terra i Abigaille la recull.

### Acte III: La profecia
'Les bèsties del desert habitaran a Babilònia, i els mussols també hi habitaran'. Jeremies
Escena 1: Els jardins penjants de Babilònia 

El gran sacerdot presenta a Abigaille el reial decret de la mort dels jueus i de Fenena. Nabucco entra com un boig i reclama el seu tron. Abigaille el persuadeix de ratificar el decret, però Nabucco demana que Fenena siga salvada. Confessa a Abigaille que no és filla seua, sinó una esclava. Abigaille se'n burla i destrueix el document que provava l'evidència del seu vertader origen. Comprèn que ara no és més que un presoner, Nabucco suplica per la vida de Fenena. Abigaille exulta de poder.
Escena 2: Riberes del riu Èufrates 

Els jueus, lluny de la seua pàtria canten Va pensiero, sull'ali dorate (Vés pensament, sobre ales daurades…) Zaccaria altra vegada els exhorta a tenir fe: Déu enderrocarà Babilònia.

### Acte IV: L'ídol trencat
'Baal és confós, els seus ídols s'han trencat a trossos.' Jeremies
Escena 1: El Palau a Babilònia

Nabucco es desperta, ha recuperat la força i l'enteniment. Veu Fenena encadenada, conduïda al patíbul. Demanant ajuda a Déu, promet de reconstruir el temple de Jerusalem i seguir la fe vertadera. Amb un grapat de soldats lleials es disposa a castigar els traïdors i rescatar Fenena.
Escena 2: Els jardins penjants de Babilònia

Quan els jueus i Fenena es preparen per al sacrifici en l'altar de Baal, Nabucco irromp, espasa en mà. Nabucco ordena trencar l'ídol, però aquest es desploma per si mateix. Nabucco proclama que els jueus són lliures. Un nou temple serà erigit al seu Déu. Entra Abigaille. S'ha enverinat a si mateixa. Expressa els seus remordiments, demana perdó a Fenena i mor. Zaccaria aclama Nabucco com a servent de Déu i rei de reis.

## Anàlisi musical
El cor canta en la inusual tonalitat de fa# major, en la breu introducció orquestral, el so és suau i misteriós alternat amb la «violència» sobtada dels trèmolos en l'últim compàs i amb la facècia de la flauta i el clarinet en el piano, volent evocar llocs llunyans de què parlen els versos.
El cant en 4/4 suau i líric funciona amb una base de sisets. El moment en el qual més força hi ha conté les paraules «Arpa d'or dei fatidici vati» abans de repetir una última vegada («O t'ispiri il Signore un concento») enriquida amb floritures en les fustes.
L'orquestra de Nabucco reflecteix plenament la pràctica musical italiana de l'època, que en la majoria de teatres principals planejava orquestres de grandària mitjana, amb un nombre menor d'intèrprets que en altres països europeus. Verdi empra l'orquestra segons la tradició italiana i prefereix la color brillant i evita combinacions inusuals; només en alguns casos, com en l'oració de Zacaries en el segon acte, el compositor fa servir la color orquestral amb finalitat expressiva. No obstant això en aquesta etapa de la seva carrera, no cercava solucions tímbriques originals o un ús semàntic de la color orquestral fora de la tradició operística italiana. Prova d'això és, per exemple, l'ús de l'arpa per a acompanyar el cant de la verge jueva, els 'lamenti' d'oboès i trompes al final del cantabile en la profecia de Zacaries (n. 11) o els trombons que acompanyen Nabucco al Finale II, quan es proclama a si mateix rei i déu dels Jueus; de fet es tracta de situacions bastant típiques -donzelles que canten, profecies, proclames- que incloïen un ús codificat de determinats instruments. Fins i tot l'ús de la banda darrere de l'escenari i en l'escenari, que entona en diferents parts de l'obra la marxa dels assiris, és atribuïble a una moda molt estesa als teatres italians de l'època, que Verdi però, no dubtarà gaire a abandonar. Tot i això, s'ha de fer èmfasi en el fet que el compositor recorre a la tradició només quan s'ajusta a la situació dramàtica i és sempre disposat a abandonar-la i cercar solucions originals, com ara en l'oració de Zacaries, quan la tradició no ofereix solucions adequades a la seva imaginació escènica.

## Les veus
El repartiment de veus Nabucodonosor reflecteix fidelment la pràctica prevalent en l'òpera italiana dels anys quaranta del segle XIX: en un quintet de 'prime parti' (Nabucco, Abigail, Zacaries, Fenena, Ismael), cadascun d'un registre diferent (Fenena, indicada al llibret i a la partitura com a soprano, és, en realitat, a la pràctica d'avui, una mezzosoprano), són flanquejats per tres personatges (Gran Sacerdot, Abdallo, Anna). Era una tradició de l'època, seguida doncs per Verdi, que s'escrivissin les veus en funció dels intèrprets de l'estrena. Com que disposava, per exemple, d'un cantant de dons excepcionals, com era Prosper Dérivis, un dels millors baixos de l'època, el compositor va poder escriure per a Zaccaria un paper amb una amplitud i de gran complexitat.
La part de Nabucco no presenta dificultats insuperables del punt de vista tècnic, però com tots els barítons verdians, requereix una gran habilitat interpretativa. Si excloem la primera part i la meitat de la segona, en la resta de l'òpera Nabucco és un personatge commocionat i trist, que es mou principalment en el registre mitjà; i el seu estat emocional li impedeix de llançar-se en notes massa altes o en una dinàmica de fortíssimo.